# 横店镇
横店镇，是中国浙江省金华市东阳市下属的一个镇，辖区面积103平方公里，现辖有10个居委会和17个行政村，人口8.6万人。
横店镇是中国最大的磁性材料生产基地，代表企业为横店集团。同时，横店集团多年来投入巨资打造的横店影视城也已成为中国最大的影视基地之一，为横店带来巨额旅游收入，有“东方好莱坞”之称。2019年中国百强乡镇第27名。2019年被评为中国文化百强镇。

## 行政区划
横店镇下辖以下地区：
横店社区、桥下社区、荆溪社区、禹山社区、屏岩社区、禹阳社区、米塘社区、禹东社区、南上湖社区、维风社区、七一村、八一村、绕溪村、湖口村、烈光坞村、六联村、马山前村、富贤塘村、五官塘村、联盟村和金马村。